# Rajko Rotman
Rajko Rotman, slovenski nogometaš, * 19. marec 1989.
Rotman je člansko kariero začel pri klubu Aluminij, leta 2011 je prestopil v Rudar Velenje v slovenski prvi ligi, večji del kariere je igral v Turčiji.
4. junija 2014 pa je debitiral v slovenski članski reprezentanci na prijateljski tekmi proti urugvajski reprezentanci v Montevideu, skupno je za reprezentanco odigral 15 tekem.